# Niedersächsischer Bildungsserver
Der Niedersächsische Bildungsserver (kurz NIBIS, Eigenschreibweise NiBiS) ist das zentrale Bildungsportal des Schulwesens des Landes Niedersachsen. Der Bildungsserver wird durch das Niedersächsisches Landesinstitut für schulische Qualitätsentwicklung (NLQ) betrieben.

## Angebot
Der Bildungsserver bietet Speicherplatz für Schulen und andere Bildungsinstitutionen, der für schulische Internetauftritte genutzt werden kann und für „kleinere Internetauftritte“ kostenfrei nutzbar ist. Für ebendiese Internetauftritte wird eine vorgefertigte WordPress Vorlage für eine „moderne Schulhomepage“ zur Verfügung gestellt.
Zur Unterstützung von gemeinsamen Arbeiten und Projekten auch zwischen Entfernungen hinweg wird die „geschützte Kooperations- und Lernplattform“ nline angeboten. Diese Plattform bietet ein integriertes E-Mail-System, einen text- als auch audiobasierten Chatroom, die Erstellung von Umfragen und weitere Hilfsmittel für ein verteiltes Arbeiten. Die Plattform ermöglicht zudem eine Zuweisung verschiedener Rollen oder Aufgaben wie beispielsweise die eines „Moderators“ für die einzelnen Benutzer.
Für Schüler und Schülerinnen werden die Kerncurricula beispielsweise für die Abiturprüfungen und die entsprechenden Termine eines jeden Jahres veröffentlicht. Zusätzlich sind diverse Listen von Operatoren (Didaktik) und weitere Hinweise und Informationen bezüglich des Zentralabiturs des jeweiligen Jahres und vergangener Jahre angeboten. Eine Einsicht in Prüfungstermine für verschiedene Schulformen (Gymnasium, Berufliches Gymnasium, Hauptschule, Realschule, Gesamtschule, Kolleg/Abendgymnasium, Waldorfschule) ist ebenfalls möglich.

## Zielgruppe
Das Angebot des Bildungsservers richtet sich an Schüler und Schülerinnen, Lehrkräfte, Ausbildende an Studienseminaren sowie angehende Studenten ohne Abitur.

## Qualitätsentwicklung
Unter dem Thema „Qualitätsentwicklung“ werden diverse Informationen bezüglich einer Unterstützung für Führungskräfte in Schulen und Behörden angeboten, um „bei der Erfüllung ihrer anspruchsvollen Aufgaben“ zu unterstützen. Zudem ist eine Veranstaltungsdatenbank (kurz VeDaB) vorhanden, um öffentlich ausgeschriebenen Fort-, -Weiterbildungen und Qualifizierungen zu finden.